# Шуба Михайло Федорович
Миха́йло Фе́дорович Шуба (30 жовтня 1928, Сасово, Чехословаччина — 21 березня 2007, Київ, Україна) — український біофізик, доктор медичних наук, професор, академік АН УРСР (з 18 травня 1990 року), двічі лауреат Державної премії України в галузі науки і техніки (за 1992 і 2003 роки), завідувач відділу неровово-м'язової фізіології Інституту фізіології імені О. О. Богомольця НАН України, завідувач і професор кафедри біофізики Київського університету імені Т. Г. Шевченка, засновник і перший президент Українського біофізичного товариства, засновник всесвітньо відомої наукової школи з дослідження фізіології і біофізики гладеньких м'язів.

## Біографія

### Дитинство і родина (1928—1945)
Народився 30 жовтня 1928 року в селі Сасовому (тепер Виноградівського району Закарпатської області) у родині заможних селян. Батько Федір (Ференц) Федорович Шуба і матір Ганна Василівна мали 4 дітей: Степана (Іштвана), Михайла, Василя (Лоці), Марічку (Морішку). Степан навчався у духовній семінарії, потім працював шкільним вчителем, згодом — завідувачем обласного відділу народної освіти. Племінником першої дружини Михайла був відомий футболіст Степан Решко.

### Навчання (1946—1954)
За традицією у закарпатських селах лише старшого сина в родині відправляли вчитися до міста, оскільки навчання коштувало грошей, а молодші успадковували землю. Проте прихід радянської влади на Закарпаття у 1945 році призвів до «розкуркулення» Федора Шуби. У родини було забрано не тільки землю, але й худобу, сільгоспінвентар — і навіть хлів. Через це Михайло вирішив вчитись. За 1946—47 навчальний рік він здав екстерном іспити за 8—9 класи й поступив до 10 класу Чорнотисівської середньої школи. 1948 року Михайло закінчив школу майже на відмінно, а до того ж став чемпіоном Віноградівського району з шахів.
Того ж року він вступив до біологічного факультету Ужгородського державного університету. Серед його однокурсників були майбутній ботанік Володимир Чопик і майбутня дружина Шуби Єлизавета Семенович. Михайло спеціалізувався на кафедрі зоології під керівництвом відомого зоолога Іллі Колюшева, який високо цінував здібного студента. Через «куркульське» походження йому не дали жити у гуртожитку, доводилося винаймати кімнату за невелику стипендію, також не прийняли до комсомолу. У 1953 році Шуба з відзнакою закінчив університет, проте направлення до аспірантури не отримав через те ж походження. Довелося рік працювати вчителем біології у середній школі села Ставне. Туди ж направили за розподілом однокурсницю Михайла Єлизавету, з якою вони невдовзі побралися, незважаючи на певний спротив батьків.

### Початок наукової роботи в Києві (1954—1967)
У 1954 році Михайло намагався поступити до аспірантури Київського університету, але його документи не прийняли через черговий донос відносно батька-куркуля. Але за рекомендацією завідувача кафедри фізіології Андрія Ємченка Шуба вступив в аспірантуру до Інституту фізіології імені О. О. Богомольця АН УРСР до відділу фізіології кровообігу та дихання. У цьому інституті Михайло Шуба працював все життя. У 1958 році захистив кандидатську дисертацію на тему «Характеристика стану судиннорухового центру при порушенні судинного тонусу», присвячену нервовій регуляції скорочення м'язів кровоносних судин. Керівником цієї роботи був академік АМН СРСР Микола Горєв.
1955 року в родини Шубів народився син Ярослав. Оскільки житлові умови молодої сім'ї були важкими (Шуби жили у маленькій кімнатці в дерев'яному бараці на вулиці Коломиївській), тому більшу частину часу Михайло намагався відправляти сина до батьків дружини, які жили в селі Ключарки біля Мукачевого. У будинку не було навіть ванної кімнати, тому митися ходили до двоюрідного брата Михайла Миколи Бідзілі. Лише 1963 року Шуби отримали пристойну квартиру в районі Нивки.
Після захисту Шуба перейшов на постійну роботу до лабораторії електрофізіології, яку очолював академік Данило Воронцов, що тільки-но перейшов до Інституту з Київського університету. Воронцов доручив Шубі дослідити проблему електрофізіологічних властивостей гладеньких м'язів. Михайло (разом зі студентом Дмитром Артеменком) модифікував метод «сахарозного містка» за Стемпфлі для електрофізіологічного дослідження багатоклітинних препаратів. Завдяки цьому методу вдалося показати, що окремі міоцити мають електричні зв'язки між собою. Спільно зі своїм вчителем у 1966 опублікував монографію: «Фізичний електротон нервів і м'язів».
Академік Воронцов ставився до Шуби з повагою, називав своїм улюбленим учнем. 1963 року незадовго до смерті він за символічну ціну продав Михайлові свою «Волгу». Під час своєї подорожі по Закарпаттю відвідав батьків Михайла і Єлизавети.

### Науковий центр із дослідження гладеньких м'язів (1967—1984)
У 1967 році Шуба захистив докторську дисертацію на тему «Електрофізіологічні властивості гладеньких м'язів», після чого був обраний керівником відділу біофізики кровообігу. У відділі одразу створилося 2 групи: з біофізики гладеньких м'язів судин і з гемодинаміки та кардіодинаміки. Таке співіснування тривало недовго, і вже 1969 року з ініціативи Михайла Шуби було створено окремий відділ нервово-м'язової фізіології, який він і очолював до кінця життя. Завдяки допомозі директора Інституту фізіології Платона Костюка новостворений відділ налагодив багаторічне співробітництво з Інститутом біоорганічної хімії ім. М.М. Шемякіна АН СРСР, що дозволило його співробітникам мати постійне надходження нових біологічно активних сполук: блокаторів і активаторів роботи м'язів.
У 1967 і 1968 роках Шуба їздив автомобілем до Югославії на запрошення колеги Властимира Савича, який до того працював у київській лабораторії.
1970 року в родині Шубів народилася друга дитина — донька Леся.
Роботи відділу Шуби з електрофізіологічних властивостей гладеньких м'язів, збуджувальної дії ацетилхоліну та гальмівного впливу норадреналіну були помічені за межами СРСР. У 1973—1974 роках Михайло Федорович на запрошення британської дослідниці і відомого фахівця з м'язової фізіології Едіт Бюльбрінг впродовж року працював в Оксфордському університеті в Англії. Дозвіл на відрядження у капіталістичну країну сину куркуля знову довелося здобувати з перешкодами, у цьому допоміг знову академік Костюк. Про відрядження Шуби статтю надрукував радянський журнал «Огонёк».
Після повернення з Британії Михайло Федорович поставив задачу перетворити свій відділ на один зі світових центрів дослідження гладеньких м'язів. Для цього він організував і провів у Києві міжнародний симпозіум. У 1974 році в СРСР вперше зібралися всі найвизначніші дослідники гладенької мускулатури на симпозіумі «Фізіологія гладеньких м'язів». Збірник доповідей цієї конференції був виданий за редакцією Едіт Бюлбрінг і Михайла Шуби і став підсумком 30 років дослідження гладеньких м'язів. Уже в незалежній Україні Шуба провів другий міжнародний форум «Фізіологія і біофізика гладеньких м'язів» 2003 року, що збігся з 75-річчям вченого.
Відрядження до Британії й київський симпозіум надали поштовху до розвитку міжнародних зв'язків відділу Шуби. У вересні 1982 року Михайло Федорович брав участь у Міжнародному симпозіумі з фізіології та фармакології гладеньких м'язів у Варні, Болгарія. 1983 року його співробітниця Ірина Владімірова 6 місяців працювала у Лондоні з австралійським фізіологом Джефрі Бернстоком.
У 1977 році після важкої хвороби померла перша дружина Михайла Шуби Єлизавета. Шуба залишився один з малою донькою. Пізніше він одружився зі своєю другою дружиною — Тамарою.

### Викладач і громадянин (1984—1992)
Упродовж багатьох років читав курси лекцій з біофізики в Київському національному університеті імені Тараса Шевченка. З 1984 по 1995 рік був запрошений і обраний завідувачем кафедри біофізики. Під час роботи в Університеті став засновником «клубу професорів», який був неформальним об'єднанням старших викладачів.
У 1980ті роки відділ Шуби перейшов від вивчення багатоклітинних препаратів до аналізу окремих міоцитів за допомогою методу фіксації потенціалу «patch-clamp».
Наприкінці 1980-х став засновником і першим головою інститутської організації Товариства української мови ім. Т. Г. Шевченка «Просвіта».
У 1990 році читав лекції у Нью-Йоркському університеті. 18 травня того ж року обраний академіком НАН України за спеціальністю «біофізика».

### У незалежній Україні (1992—2007)

Могила Михайла Шуби

Михайло Шуба був одним з організаторів та був обраний першим президентом Українського біофізичного товариства, яке очолював з 1993 до 1998 року. У 1990х роках здійснював наукові візити до США (1994) і Бразилії. Продовжував співробітництво із британськими біофізиками з Медичного факультету Св. Георгія Лондонського університету, що дозволило отримати спільні гранти, зокрема придбати у відділ конфокальний мікроскоп.
Шуба працював відповідальним секретарем Українського фізіологічного товариства, очолював експертну наукову раду ВАК України, був нагороджений почесним знаком «Відмінник освіти України».
Михайло Шуба помер 21 березня 2007 року. Похований в Києві на Байковому кладовищі (ділянка № 33, 50°25′5.80″ пн. ш. 30°30′10.03″ сх. д. / 50.4182778° пн. ш. 30.5027861° сх. д.).

### Діти
Син Ярослав став професором, доктором біологічних наук, спеціалістом із біофізики іонних каналів. Донька Леся закінчила медичний інститут, працює лікарем у лікарні міста Галіфакс, Канада.

## Наукова діяльність
Михайло Шуба створив унікальну в СРСР і одну з небагатьох на той час у світі наукову школу з дослідження фізіології гладеньких м'язів. Більшість досліджень, що виконувалися в його лабораторії, були першими у світі.
Вперше у світі показав, що окремі міоцити гладеньких м'язів пов'язані між собою електрично контактами з низьким опором. Пізніше було підтверджено, що міоцити утворюють електричний синцитій. Вперше у світі співробітники Шуби описали кальцієві струми в мембрані гладеньком'язових клітин.
Вперше описав дію активної речовини з отрути бджоли, блокатору калієвих каналів апаміну на синаптичну передачу у гладеньких м'язах шлунково-кишкового тракту. Під його керівництвом були проведені роботи з вияснення ролі кальцієвого депо ендоплазматичного ретикулуму, мускаринових холінорецеторів у міоцитах.
Створив оригінальну концепцію природи судинного тонусу, підкреслював важливість калієвих каналів у підтриманні функції міоцитів судин. Разом із своїм учнем Олександром Жолосом показав, що скорочення міоциту відбувається не стільки завдяки іонам кальцію, що надходять у клітину ззовні через потенціал-залежні кальцієві канали, скільки кальцію з кальцієвого депо через ріанодинові рецептори.
Вивчав також механізми дії катехоламінів на різні типи гладеньких м'язів.
Автор більш як трьох сотень наукових статей, монографій, підручників та методичних рекомендацій. Був учасником і керівником багатьох міжнародних симпозіумів, конференцій, семінарів у ФРН, Голландії, Англії, США, Чехословаччині, Бразилії та інших країнах світу.
Під його керівництвом виконано 10 докторських та близько 30 кандидатських дисертацій. Учні Михайла Шуби завідують лабораторіями у Великій Британії, Німеччині, США, Україні.

## Вшанування пам'яті
На честь 80-річчя Шуби у жовтні 2008 року в Інституті фізіології були проведенні Перші наукові читання з актуальних проблем фізіології та біофізики гладеньких м'язів. Другі подібні читання відбулися там же у 2013 році на честь 85-річчя академіка. З науковими доповідями виступили українські й закордонні науковці у галузі дослідження гладеньких м'язів, зокрема Томас Болтон (Велика Британія) і Колін Ніколс (США).